# (17081) Jaytee
(17081) Jaytee (1999 JT1) – planetoida z pasa głównego asteroid okrążająca Słońce w ciągu 3,52 lat w średniej odległości 2,32 j.a. Odkryta 8 maja 1999 roku.